# Jocelin
Jocelin ist ein weiblicher und männlicher Vorname.

## Herkunft und Bedeutung
Der weibliche Name ist eine (im Englischen selten verwendete) Variante von Jocelyn.
Varianten sind unter anderem Joslyn, Joselyn, Josceline, Josslyn und Joss.

## Bekannte Namensträger
- Jocelin de Bohun, anglonormannischer Geistlicher
- Jocelin von Furness (bl. 1175–1214), englischer zisterziensischer Hagiograph
- Jocelin of Wells, englischer Geistlicher
- Jocelin (Bischof) († 1199), schottischer Ordensgeistlicher
- Jocelin Donahue (* 1981), US-amerikanische Schauspielerin